# Caledon (Zuid-Afrika)
Caledon is een stad in de Zuid-Afrikaanse provincie West-Kaap. Caledon behoort tot de gemeente Theewaterskloof dat onderdeel van het district Overberg is.

## Zie ook

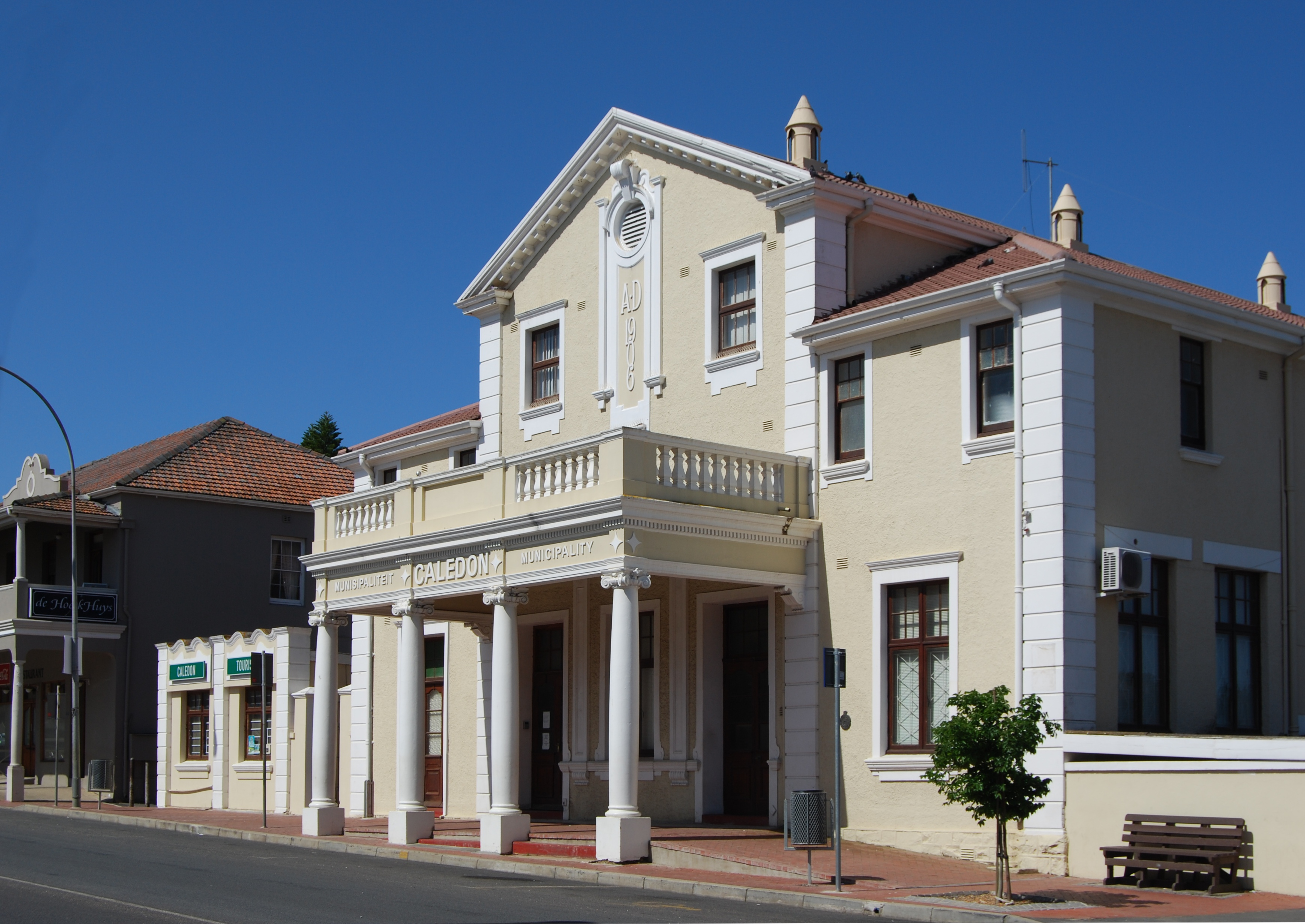
Gemeentehuis

## Grootste subplaatsen (Sub Place)
Bergsig • Caledon • Uitsig